# Dipartimento di Jutiapa
Il dipartimento di Jutiapa è uno dei 22 dipartimenti del Guatemala, il capoluogo è la città di Jutiapa.

## Comuni
Il dipartimento di Jutiapa conta 17 comuni:
- Agua Blanca
- Asunción Mita
- Atescatempa
- Comapa
- Conguaco
- El Adelanto
- El Progreso
- Jalpatagua
- Jerez
- Jutiapa
- Moyuta
- Pasaco
- Quezada
- San José Acatempa
- Santa Catarina Mita
- Yupiltepeque
- Zapotitlán